# Marcus Titius
Marcus Titius est un sénateur et général de la fin de la République romaine. Il devient partisan de Marc Antoine, donne l'ordre d'exécution de Sextus Pompée en 35 av. J.-C. puis rallie Octavien avant la bataille finale entre les deux triumvirs. Il est en récompense nommé consul suffect en l'an 31 av. J.-C. et devient gouverneur de Syrie vers 13/12 av. J.-C. sous le règne d'Auguste.

## Famille

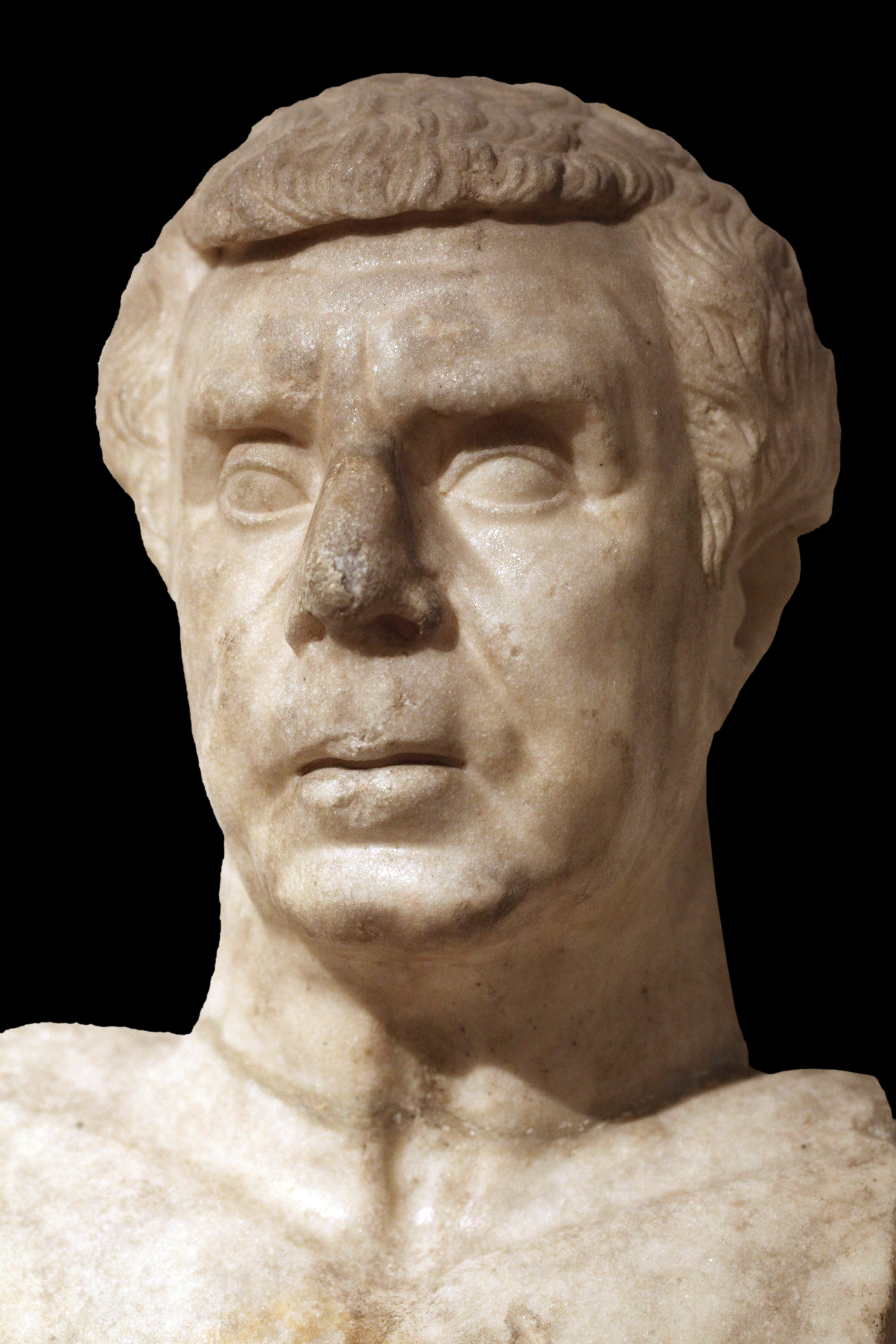
Buste de Lucius Munatius Plancus, musée gallo-romain de Fourvière.

Il est le fils de Lucius Titius, sénateur de rang prétorien qui a épousé la sœur de Lucius Munatius Plancus, consul en 42 av. J.-C., et que Velleius Paterculus qualifie de clarissimus vir.
La carrière politique de son père est méconnue mais il est proscrit à la fin 43 av. J.-C. par le second triumvirat et rejoint Sextus Pompée en Sicile. Il est probablement amnistié lors de la paix de Misène.
Marcus Titius épouse Fabia Paullina, la fille de Quintus Fabius Maximus, qui a été consul suffect en 45 av. J.-C..

## Biographie

### Ses actions à la suite de la proscription de son père
À la suite de la proscription et de la fuite de son père en Sicile, Marcus Titius ne s'engage pas en faveur d'un des partis qui s'affrontent mais choisit de défendre ses propres intérêts. Il s'établit en Gaule narbonnaise, lève une armée et construit une flotte avec laquelle il pille la côte de l'Étrurie. En 40 av. J.-C., il est capturé en Gaule narbonnaise par Menodorus, que Sextus Pompée a envoyé ravager l'Étrurie. La présence de son père aux côtés de Sextus Pompée lui sauve la vie et il est pardonné,,,.
Lorsque les triumvirs Marc Antoine et Octavien s'entendent avec Sextus lors du pacte de Misène à l'été 39 av. J.-C., de nombreux proscrits exilés bénéficient de la restitutio qui l'accompagne et sont autorisés à revenir à Rome, comme c'est le cas pour Marcus Titius et son père,.

### Carrière sous Marc Antoine

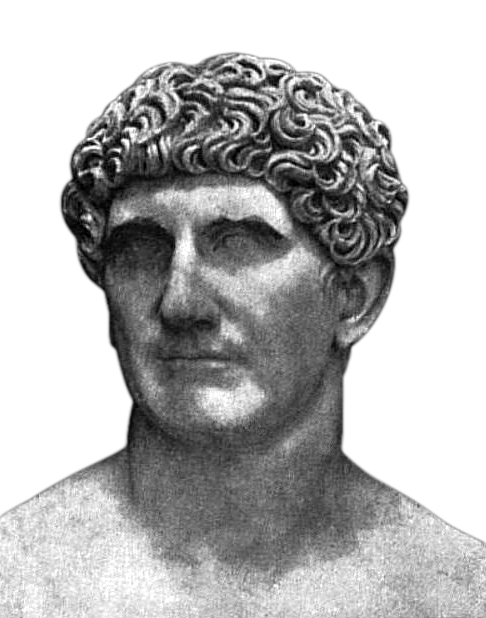
Buste de Marc Antoine, musées du Vatican.

Probablement sous l'influence de son oncle Lucius Munatius Plancus, Titius devient lui aussi partisan de Marc Antoine.

#### Guerre romano-parthe
En l'an 36 av. J.-C., il participe à la campagne arméno-parthe d'Antoine en tant que questeur. Après que les Romains aient tenté en vain de s'emparer de Phraaspa, la capitale de la Médie Atropatène, les Romains sont contraints de faire retraite en Arménie, tout en étant souvent attaqués en chemin par l'armée médo-parthe. Lors d'une de ces attaques, Titius tente en vain d'arrêter le tribun Flavius Gallus qui s'est lancé à la poursuite de l'ennemi. Les troupes de Gallus sont bientôt encerclées et c'est seulement l'arrivée d'Antoine avec des forces importantes qui le sauve.

#### Face à Sextus Pompée
La même année, Sextus Pompée est vaincu par Marcus Vipsanius Agrippa et s'échappe de Sicile pour rejoindre l'île de Lesbos. Il soulève une nouvelle armée et flotte sur l'île grecque. Après son retour de la campagne arméno-parthe, Antoine apprend l'arrivée de Sextus en Orient romain et reçoit des envoyés de sa part qui cherchent l'alliance. Mais le triumvir est méfiant et charge Titius d'avancer avec une armée et une flotte contre Pompée et, si nécessaire, de le combattre. Si Sextus est disposé à se soumettre, il doit suivre Titius à Alexandrie,.
Entretemps, Pompée se met en mouvement et rejoint le nord-ouest de l'Asie mineure au début de l'an 35 av. J.-C., sans rencontrer de résistance de la part de Caius Furnius, le gouverneur d'Asie. Furnius n'a pas assez de forces pour lutter contre Sextus et n'a pas connaissance des ordres d'Antoine. Ainsi Pompée s'empare de Lampsaque, Nicée et Nicomédie mais Titius arrive de Syrie avec une armée et une flotte de 120 navires. Cette dernière est renforcée par 70 navires arrivant de Sicile, qui sont une partie de la flotte de secours envoyée par Antoine à Octavien quelques années auparavant pour sa lutte contre Pompée en Sicile. L'île de Proconnesus est le quartier général de la flotte de Titius.
Titius refuse de négocier avec Sextus et possède plus de navires que son adversaire, Pompée brûle sa flotte et intègre son équipage dans ses forces terrestres. Sextus veut marcher à travers la Bithynie vers le royaume d'Arménie. Il est poursuivi par les armées de Titius, Furnius et par Amyntas, le roi client de Galatie.

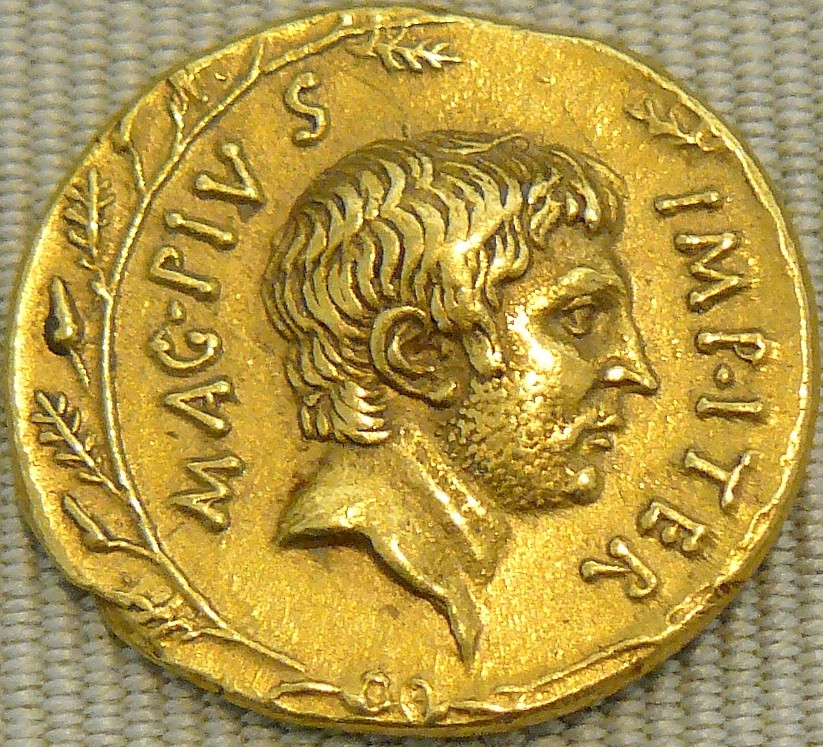
Aureus de Sextus Pompée émis en Sicile vers 36 av. J.-C.

Pompée peut infliger des pertes à ses ennemis lors d'une bataille, mais sa situation est rapidement devenue désespérée. Il demande l'ami de son père, Furnius, pour négocier et offre de se rendre si Furnius l'accompagne auprès d'Antoine. Mais Furnius s'en réfère à Titius, parce qu'il n'a apparemment pas le droit de conclure un accord. Il semble donc que c'est Titius le commandant suprême de l'armée ainsi qu'il est probablement le nouveau gouverneur d'Asie depuis début 35 av. J.-C. Pompée refuse de se rendre à Titius, qu'il trouve ingrat, Titius ayant été pardonné en 40 av. J.-C. mais avait tout de même rejoint Antoine en 39 av. J.-C. Une nuit, Pompée essaie d'atteindre la côte avec des troupes légèrement armées et de brûler les navires de Titius. Mais son demi-frère Marcus Aemilius Scaurus trahit le plan. Le roi Amyntas de Galatie et ses 1 500 cavaliers peuvent rejoindre Sextus près de Midaeion en Phrygie et le capturer. Pompée est emmené à Milet et exécuté à l'été 35 av. J.-C. sur ordre de Titius,,.
Les historiens modernes ignorent si Titius décide de l'exécution de Sextus Pompée de son propre chef ou par ordre de Lucius Munatius Plancus ou de Marc Antoine. C'est déjà un sujet de débat parmi les auteurs anciens. Dion Cassius affirme qu'Antoine donne l'ordre d'exécution dans une première lettre adressée à Titius puis annule cet ordre dans une seconde lettre. Néanmoins Pompée est exécuté soit parce que Titius ne se conforme intentionnellement qu'à la première lettre soit parce qu'il ne reçoit pas la seconde lettre, ce qui reste improbable en raison des bonnes conditions du système postal romain antique. Selon Appien, Titius donne l'ordre d'exécution soit par rancœur contre Pompée soit sur instructions d'Antoine. Dans ce dernier cas, ce n'est peut-être pas le triumvir lui-même qui donne l'ordre mais Munatius Plancus. La raison en étant qu'Antoine ne veut pas apparaître comme le principal responsable, pour sa réputation et parce que la reine Cléopâtre VII, principale alliée d'Antoine, est bien disposée envers Sextus. En dépit des sources contradictoires, il semble tout à faire certain qu'Antoine avait connaissance de l'ordre d'exécution,.

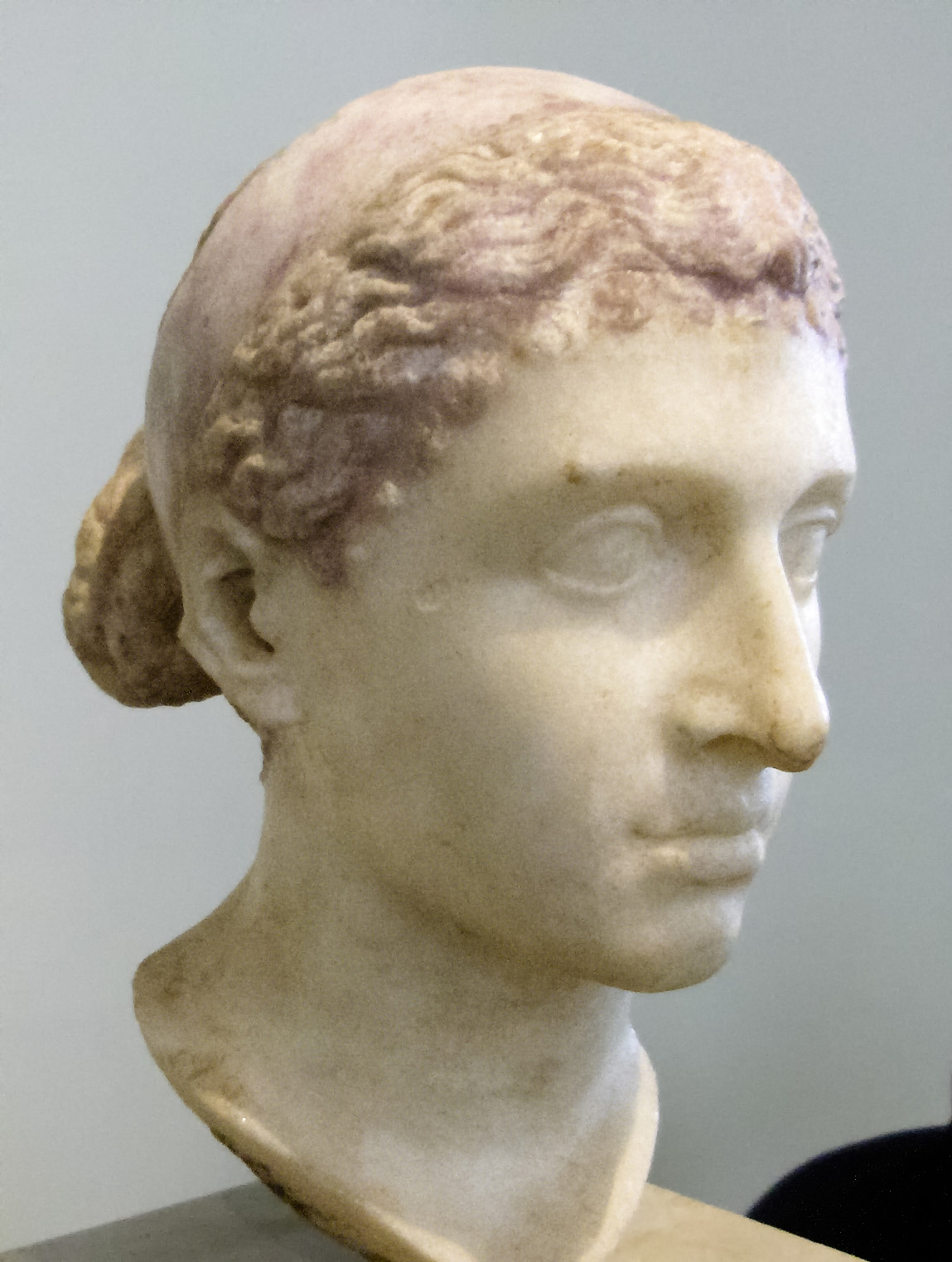
Buste de Cléopâtre VII, 40/30 av. J.-C., Altes Museum, Berlin.

#### À la veille de la dernière guerre civile
Titius devient probablement membre du collège des pontifes en l'an 34 av. J.-C.
En 33 av. J.-C., l'affrontement imminent entre les deux triumvirs pour le contrôle de l'État romain devient évident. Antoine réunit ses troupes à Éphèse pour ses premiers préparatifs de guerre à l'hiver 33/32. Là, Titius, son oncle Lucius Munatius Plancus, Gnaeus Domitius Ahenobarbus ainsi que d'autres nobles proches d'Antoine tentent en vain de le persuader de renvoyer Cléopâtre en Égypte. Ensuite Antoine déplace son quartier général sur l'île de Samos. Une inscription consacrée à Titius sur cette île a été retrouvée.

### Défection en faveur Octavien
En juin ou juillet 32 av. J.-C., Lucius Munatius Plancus et son neveu font défection en faveur d'Octavien,,. Selon le biographe antique Plutarque, les deux hommes changent de camp parce qu'ils ont été considérés comme insultants envers Cléopâtre VII en refusant sa participation à la guerre. La vraie raison de leur défection est peut-être leur opportunisme. Par le passé, ils ont été des amis de Cléopâtre, qui a nommé la cité Titiopolis en Cilicie en l'honneur de Titius et les deux hommes sont considérés jusque-là « les plus vils adorateurs de la reine ». Au cours de la préparation militaire et de la propagande de guerre, Titius et son oncle ont des doutes sur la victoire d'Antoine et cela pousse sans doute le vieux consulaire et son neveu à faire défection,,,. Peut-être leur décision est aussi influencée par les querelles des autres principaux partisans d'Antoine, par les relations refroidies entre Plancus et le triumvir, par le fait qu'Antoine aurait découvert des malversations de leur part et d'autres raisons qui ont été passées sous silence par la propagande augustéenne,,.
Les deux transfuges rapportent à Octavien toutes sortes d’anecdotes sur les « fastes d'Alexandrie » d'Antoine et Cléopâtre qui se révèlent utiles pour la propagande d'Octavien,. Ils révèlent surtout la teneur du testament que Marc Antoine a déposé chez les vestales. Octavien, en toute illégalité, s'en empare et en dévoile le contenu, peut-être de façon quelque peu arrangeante pour alimenter sa propagande. Antoine y affirme sous serment que Césarion est bien le fils de César, fait par ailleurs des legs considérables aux enfants de Cléopâtre et demande à être enterré à Alexandrie,,. Antoine semble devenu un prince oriental et étranger de Rome là où Octave peut s'ériger en défenseur de Rome et de l'Italie.

### Carrière sous Octavien puis Auguste

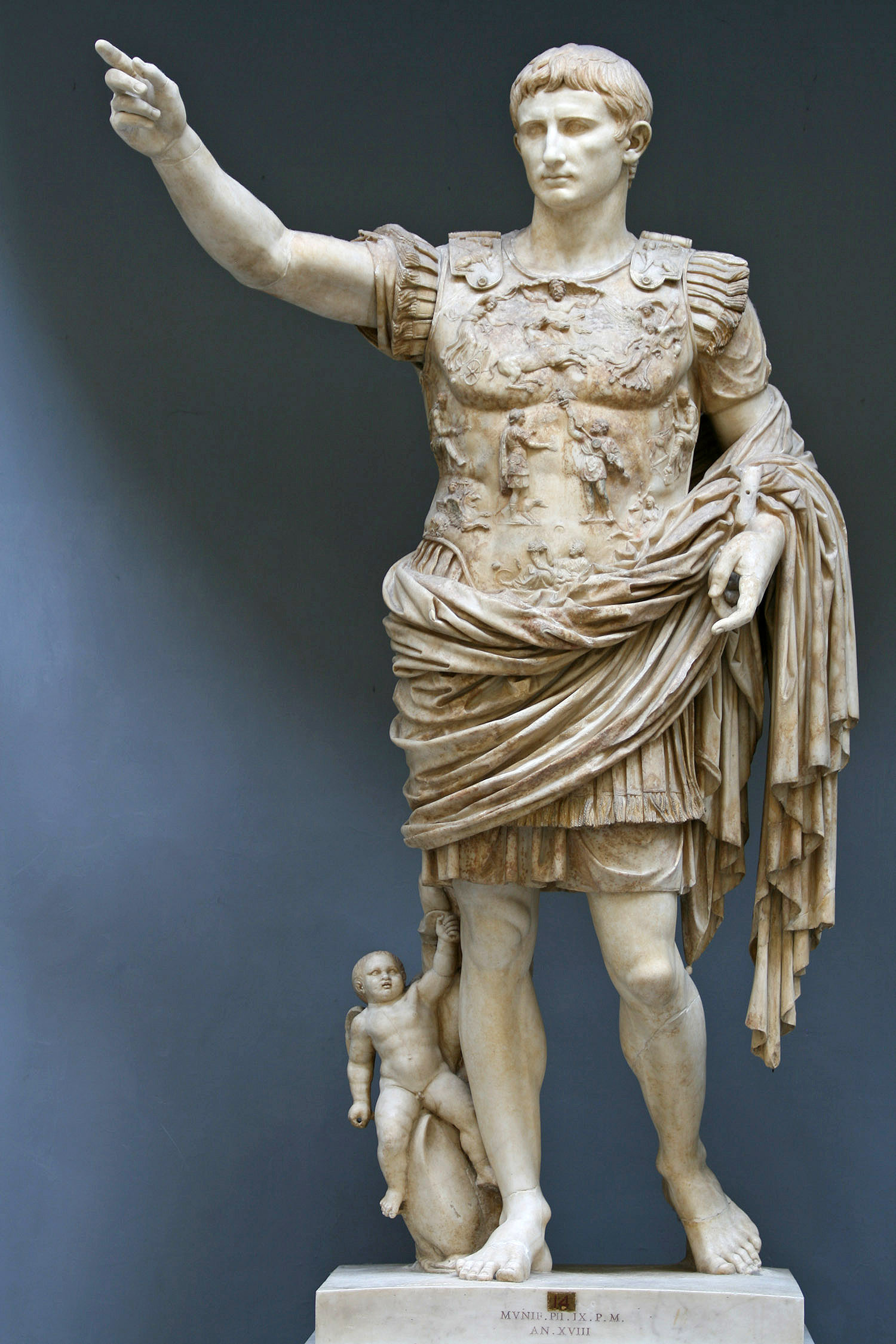
Statue d'Auguste dite de Prima Porta,, musée Chiaramonti, Vatican, Rome.

À Rome, Titius promeut des jeux dans le théâtre de Pompée. Mais le défunt Sextus Pompée jouit encore à Rome d'une grande popularité et, par conséquent, son meurtrier est hué et doit quitter promptement le théâtre car il craint pour sa vie face à la foule excitée,. Pendant longtemps, lors de différents rassemblements ludiques à Rome, Marcus Titius est accueilli sous les huées par le peuple de Rome car il est considéré par le peuple comme le responsable de sa mort. La foule est d'autant plus virulente que Sextus a pardonné à Titius au lendemain de la proscription de 43 av. J.-C. et l'a protégé.
De mai à octobre 31 av. J.-C., Titius est consul suffect,,. Alors consul, il participe aux derniers combats avant la bataille navale décisive d'Actium. Avec Titus Statilius Taurus, il défait la cavalerie de Marc Antoine. À cette occasion, Déiotaros Philopator, roi de Paphlagonie, rallie Octavien,,.
Nous ne savons a priori rien de sa vie sur les deux décennies suivantes.
Vers l’an 13/12 av. J.-C., Titius devient gouverneur de Syrie où il succède au proche ami d'Octavien, Marcus Vipsanius Agrippa. Le roi de Judée Hérode le Grand règle une querelle entre Titius et le roi Archélaos de Cappadoce, en accompagnant ce dernier à Antioche à la rencontre de Titius. Titius reçoit quatre enfants, quatre petits-enfants et deux belles-filles du roi parthe Phraatès IV en otages, en conséquence de la politique orientale d'Auguste.
Nous ignorons la date du décès de Marcus Titius.